# L'Homme à la tête en caoutchouc
L'Homme à la tête en caoutchouc (tj. Muž s gumovou hlavou) je francouzský němý film z roku 1901. Režisérem je Georges Méliès (1861–1938). Film trvá zhruba tři minuty.
Film je považován za jeden z nejznámějších filmů, které Méliès za svůj život vytvořil.

## Děj
Lékárník plánuje nový experiment. Do své laboratoře přinese stůl, na který dá stoličku s trubicí. Na tu položí živý duplikát své hlavy, který pomocí měchu skrz trubici nafoukne, čímž ho zvětší. Stlačený vzduch následně vypustí, což způsobí, že se hlava vrátí do původního tvaru. Celý proces chce ukázat svému hloupému asistentovi, kterého nechá si věc vyzkoušet. Pomocník je z jeho vynálezu tak nadšený, že začne hlavu pumpovat takovou rychlostí, až praskne. Apatykář se naštve a vyhodí pomahače ven. Na závěr se podívá na pohromu, která po výbuchu nastala, a rozbrečí se.